# Автошлях Р 84
Автошля́х Р 84 — Бібрка-Бурштин - автомобільний шлях регіонального значення у Львівській та Івано-Франківській областях.Від Бібрки до Миколаєва (над Дністром) - вважається,  великою Львівською кільцевою дорогою.Пролягає територіями Львівського, Золочівського, Яворівського, Стрийського районів, Львівської області, та Калуського і Івано-Франківського районів , Івано-Франківської області.Починається від стику з дорогою державного значення Н09 у  Бібрці,та проходить через — Кам’янку-Бузьку — Жовкву — Івано-Франково (кол.Янів-Львівський) — Городок — Комарно —  Миколаїв (над Дністром) — Жидачів — Калуш.Закінчується на стику з тією ж дорогою державного значення Н09 у Бурштині. Загальна довжина — 280,3 км. Шлях утворений відповідно до постанови Кабінету Міністрів України №1242 від 17 листопада 2021 року завдяки об'єднанню територіальних автошляхів Т 1425, Т 1419, Т 0910.Загальна довжина — 280,3 км.

## Маршрут
Автошлях проходить через такі населені пункти:
| Автошлях Р 84                         | |
| Львівська область                     | |
| Львівський район                      | |
| Бібрка                                | Н09 |
| Стрілки                               | |
| Волове                                | |
| Мостище                               | |
| Підгородище                           | |
| Під'ярків                             | |
| Солова                                | |
| Куровичі                              | М09 |
| Вижняни                               | |
| Заставне                              | |
| Золочівський район                    | |
| Богданівка                            | |
| Задвір'я                              | |
| Новосілки                             | |
| Лісок                                 | |
| Львівський район                      | |
| Неслухів                              | |
|                                       | E40М06 |
| Великосілки                           | |
| Стрептів                              | |
| Ямне                                  | |
| Тадані                                | |
| Кам'янка-Бузька                       | Н17 |
| Батятичі                              | |
| Зіболки                               | |
| Дернівка                              | |
| Жовква                                | М09Р15 |
| Глинськ                               | |
| Крехів                                | |
| Фійна                                 | |
| Папірня                               | |
| Яворівський район                     | |
| Дубровиця                             | |
| Лозино                                | |
| Івано-Франкове                        | E40М10 |
| Страдч                                | |
| Поріччя                               | |
| Мальчиці                              | |
| Львівський район                      | |
| Залужжя                               | |
| Повітно                               | |
| Городок                               | М11 |
| Черлянське Передмістя                 | |
| Залужани                              | |
|                                       | Н13 |
| Зашковичі                             | |
| Бучали                                | |
| Комарно                               | |
| Грімне                                | |
| Стрийський район                      | |
|                                       | Т 1416 |
| Ричагів                               | |
| Вербіж                                | |
| Дроговиж                              | М06 |
| Миколаїв                              | М06 |
| Розвадів                              | М06 |
| Верин                                 | |
| Крупське                              | |
| Березина                              | |
| Заріччя                               | |
| Іванівці                              | М30 |
| Жидачів                               | М30 |
| Загурщина                             | |
| Бережниця                             | |
| Млиниська                             | |
| Смогів                                | |
| Журавно                               | |
| Монастирець                           | |
| Івано-Франківська область             | |
| Калуський район                       | |
| Довгий Войнилів                       | |
| Негівці                               | |
| Копанки                               | |
| Калуш                                 | Вулиця Дмитра Вітовського, вулиця Героїв України, проспект Лесі Українки, вулиця Володимира Винниченка, вулиця Михайла Грушевського, вулиця Степана Бандери, Івано-Франківська вулиця Н10 |
| Студінка                              | |
| Кудлатівка                            | |
| Слобідка                              | |
| Войнилів                              | |
| Середня,Дорогів та Сівка-Войнилівська | |
| Івано-Франківський район              | |
|                                       | |
|                                       | |
| Старий Мартинів                       | |
| Дем'янів                              | |
| Бурштин                               | Н09 |

## Стан дороги
Здійснюються заходи задля покращення дорожнього покриття.